# Quận Leon, Florida
Quận Leon là một quận thuộc tiểu bang Florida, Hoa Kỳ. Quận lỵ đóng ở Tallahassee6. 
Dân số theo điều tra năm 2010 của Cục điều tra dân số Hoa Kỳ là 275.487 người. Quận Leon có cư dân có học vấn trung bình cao nhất trong 67 quận của Florida.

## Địa lý
Theo Cục điều tra dân số Hoa Kỳ, quận này có diện tích 1818 km2, trong đó có 91 km2 là diện tích mặt nước.